# Pinetell de pi negre
El pinetell de pi negre (Lactarius quieticolor), també conegut com a rovelló i rovelló blanc, és una espècie de fong de l'ordre dels russulals (Russulales). És un bolet del grup dels pinetells que molts cops es recull pensant que es tracta del pinetell ver del qual es pot diferenciar perquè és de mida menor i d'un color més apagat amb tonalitats grisoses.

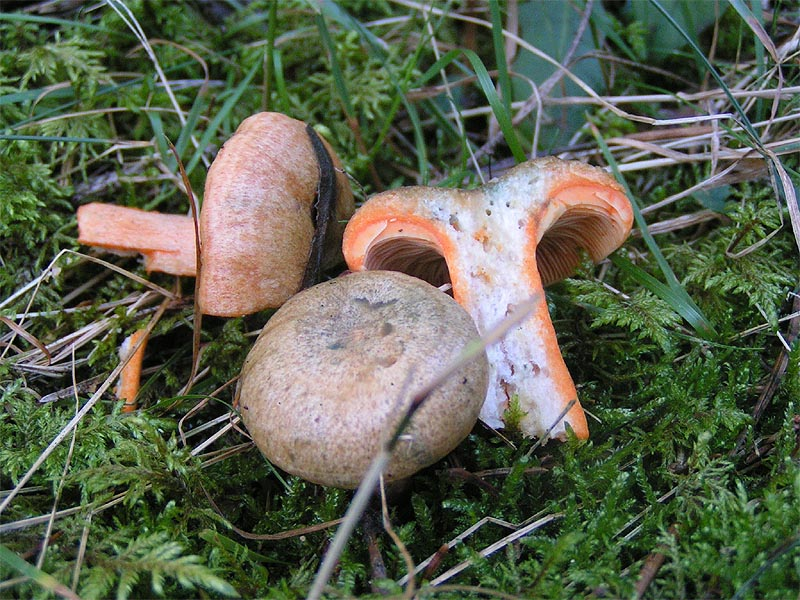
Pinetell de pi negre (Lactarius quieticolor)

## Descripció
El barret té un color apagat amb tonalitats ataronjades i grisoses, primer hemisfèric i després aplanat i en forma d'embut, amb les vores encorbades. Les làmines són desiguals de color ataronjat fosc que al trencar-les deixen anar un làtex de color taronja i que lentament passa a vinós abans de tornar-se verd a l'oxidar-se. El peu és curt, buit, fràgil i de color del barret. La carn és massissa, fràgil, color taronja pàl·lid i amb olor i sabor agradables

## Comestibilitat
És un bolet comestible, encara que culinàriament és de menor qualitat respecte a altres rovellons.

## Hàbitat
Es troba sota pins des de finals d'estiu fins a la tardor.

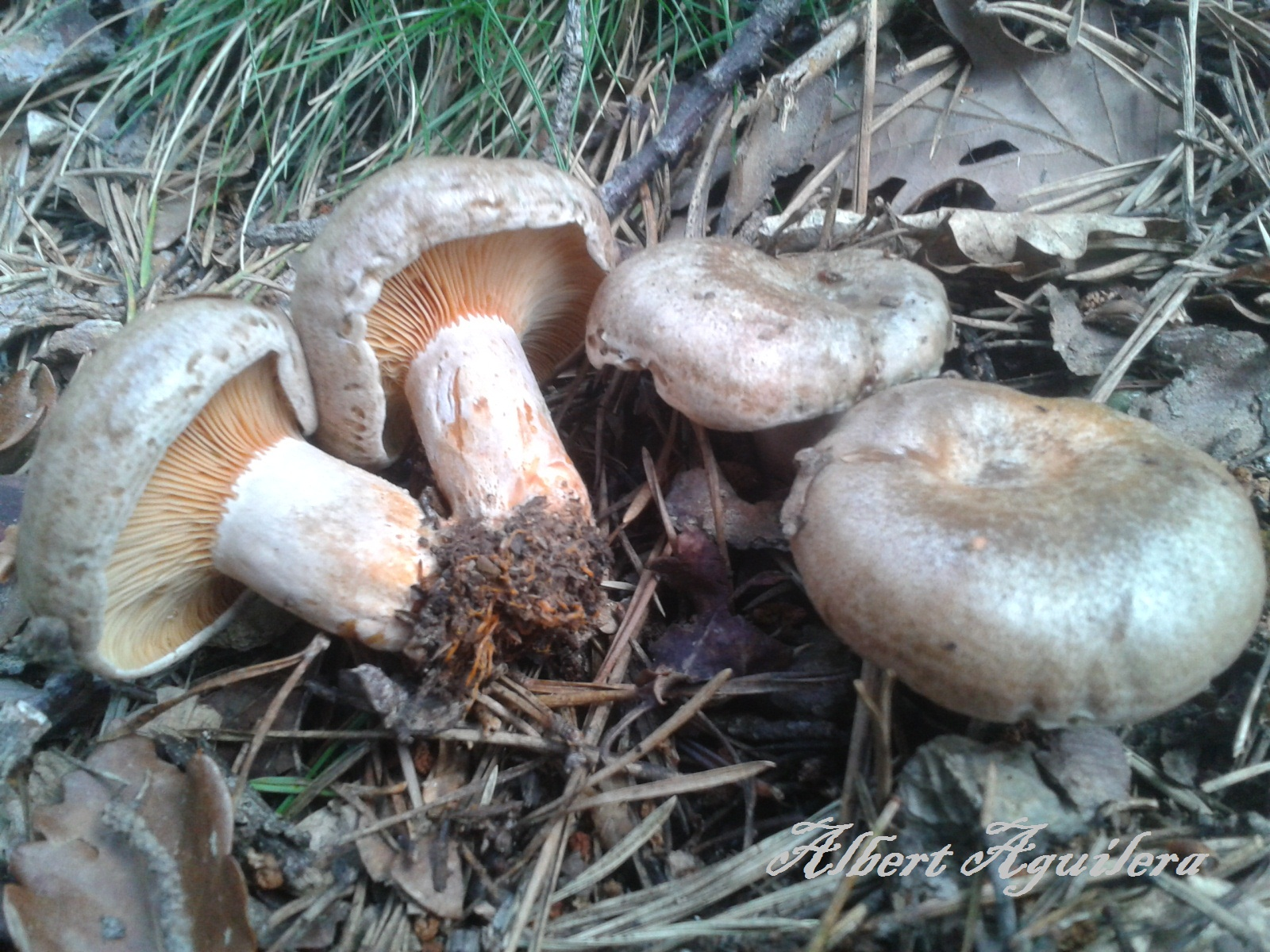
Lactarius quieticolor